# Muzeum Wignacourta w Rabacie
Muzeum Wignacourta jest to muzeum w Rabacie na Malcie. Mieści się w XVIII-wiecznym barokowym budynku, który był siedzibą kolegium ówczesnej kolegiaty św. Pawła (dziś bazylika), a nazwane jest na cześć wielkiego mistrza Alofa de Wignacourt, który rządził wyspami maltańskimi w latach 1601–1622.
Muzeum połączone jest z grotą św. Pawła, gdzie, według powszechnej wiary, św. Paweł Apostoł zatrzymał się po katastrofie okrętu, który wiózł go do Rzymu, jak również z kilkoma podziemnymi kompleksami grzebalnymi oraz schronami przeciwlotniczymi z okresu II wojny światowej. Jego kolekcja koncentruje się głównie na eksponatach związanych ze sztuką oraz religią.

## Historia

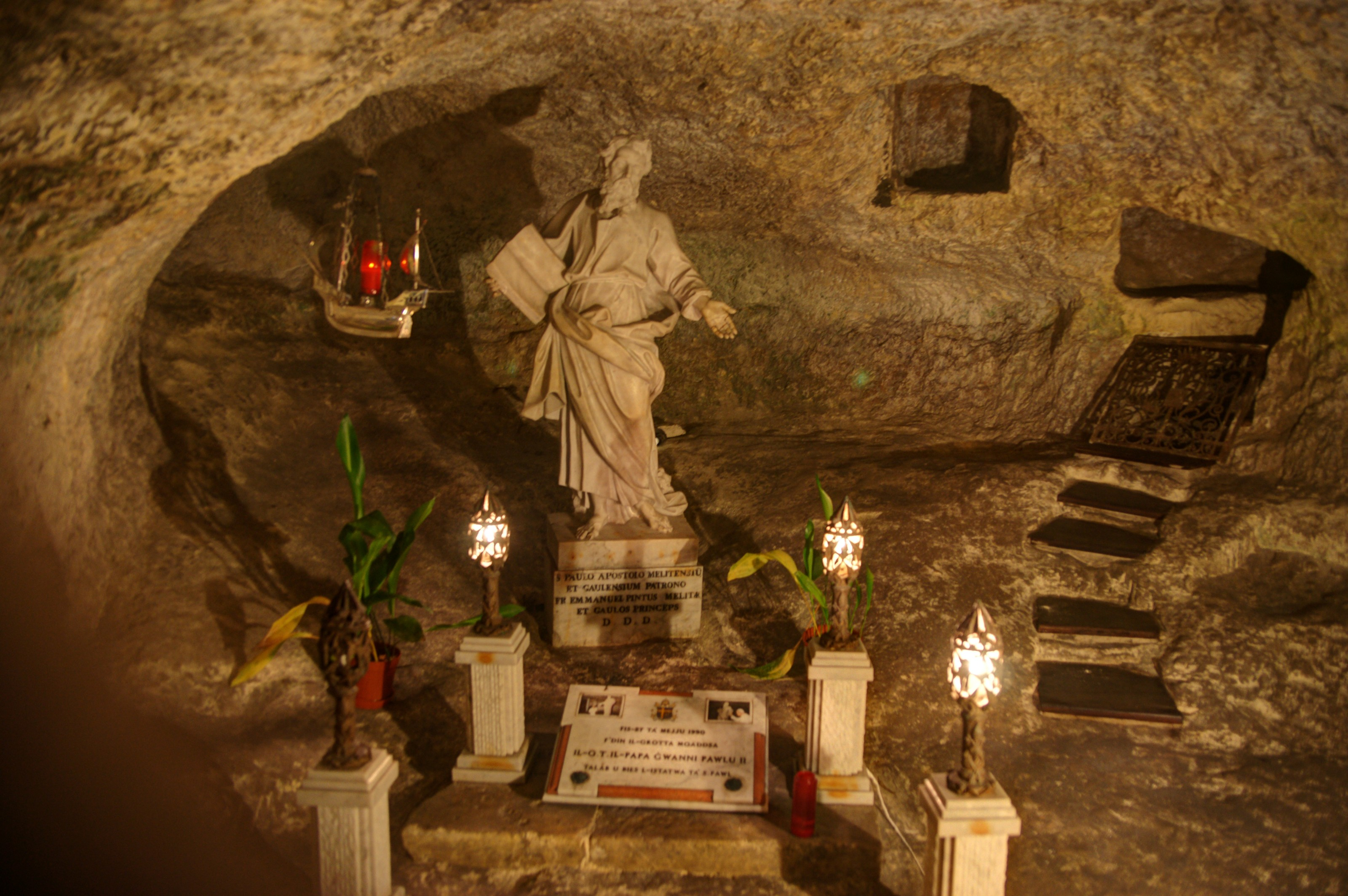
Muzeum ma połączenie z grotą św. Pawła

Grota św. Pawła jest to grota, w której, jak powszechnie się wierzy, przebywał św. Paweł Apostoł po katastrofie okrętu, który wiózł go do Rzymu. Grota znajduje się pod bazyliką św. Pawła. Na początku XVII wieku grota stała się popularnym celem pielgrzymek; od 1610 mieszkał w niej hiszpański eremita Juan Benegas de Cordoba. W 1617 kontrolę nad grotą przejął Zakon św. Jana, i w 1619 wielki mistrz Alof de Wignacourt podniósł kościół wraz z grotą do statusu kolegiaty. Powołał on również, w celu zarządzania kościołem i grotą, kapitułę kolegiacką (kolegium) swojego imienia.
Od francuskiej okupacji Malty w 1798, budynek kolegium pozostawał w użytkowaniu przez Kościół, lecz był zarządzany przez rząd. Podczas II wojny światowej i w następujących po niej latach, w budynku mieściła się szkoła, niewielki szpital, później zaś centrum parafialne.
W 1961 rząd zwrócił budynek kolegium Kościołowi; administrację budynkiem przejęła parafia w Rabacie. 24 czerwca 1981 otwarto w nim muzeum, zawierające wystawy dotyczące samego kolegium, kościoła św. Pawła oraz kilku powiązanych kościołów, znalazły się tam też eksponaty darowane przez osoby prywatne. Rdzeniem muzealnej galerii jest kolekcja notariusza Francesco Catanii.

## Budynek
Budynek, który dziś mieści muzeum Wignacourta, został w pełni ukończony w 1749; przeznaczony był dla członków wspomnianej kapituły. Jest to budowla w stylu barokowym, i składa się z trzech kondygnacji.
 
Kondygnacja znajdująca się poniżej poziomu ziemi jest połączona z grotą św. Pawła, mieści również punickie, rzymskie oraz wczesnochrześcijańskie hypogea, które są połączone z kompleksem schronów przeciwlotniczych z okresu II wojny światowej.
 
W części parterowej znajduje się korytarz z, położonymi po jednej stronie, pomieszczeniami biurowymi muzeum, oraz kilkoma salami zawierającymi mniejsze kolekcje. Przeciwna strona korytarza wychodzi na obszerny ogród, z zabudowaną częścią, mieszczącą niegdyś refektarz oraz piekarnię, która podczas II wojny światowej wypiekała dziennie ponad 2 000 bochenków chleba dla mieszkańców Rabatu.

## Kolekcja
Główna galeria sztuki znajduje się na piętrze muzeum. Zawiera ona sporo obrazów szeregu maltańskich oraz europejskich artystów, w tym Mattia Pretiego, Antoine de Favraya oraz Francesco Zahry. Jest tam też kolekcja hiszpańskich, włoskich i maltańskich sreber z XVII-XIX wieku, unukalny drewniany ołtarz, na którym odprawiano msze święte na okrętach wojennych Zakonu, relikwie i relikwiarze, drewniane, alabastrowe i brązowe rzeźby, ceramika, monety, mapy, druki i rzadkie książki, m.in. traktat „Assertio Septem Sacramentorum” pióra króla Henryka VIII, krytykujący Marcina Lutra. Całość ukoronowana jest barokową kaplicą dla prywatnych modlitw kapłanów rezydujących w budynku.

## Ochrona dziedzictwa kulturowego
Budynek, w którym mieści się muzeum, zaliczony został przez Malta Environment and Planning Authority do zabytków narodowych 1. klasy.

## Galeria

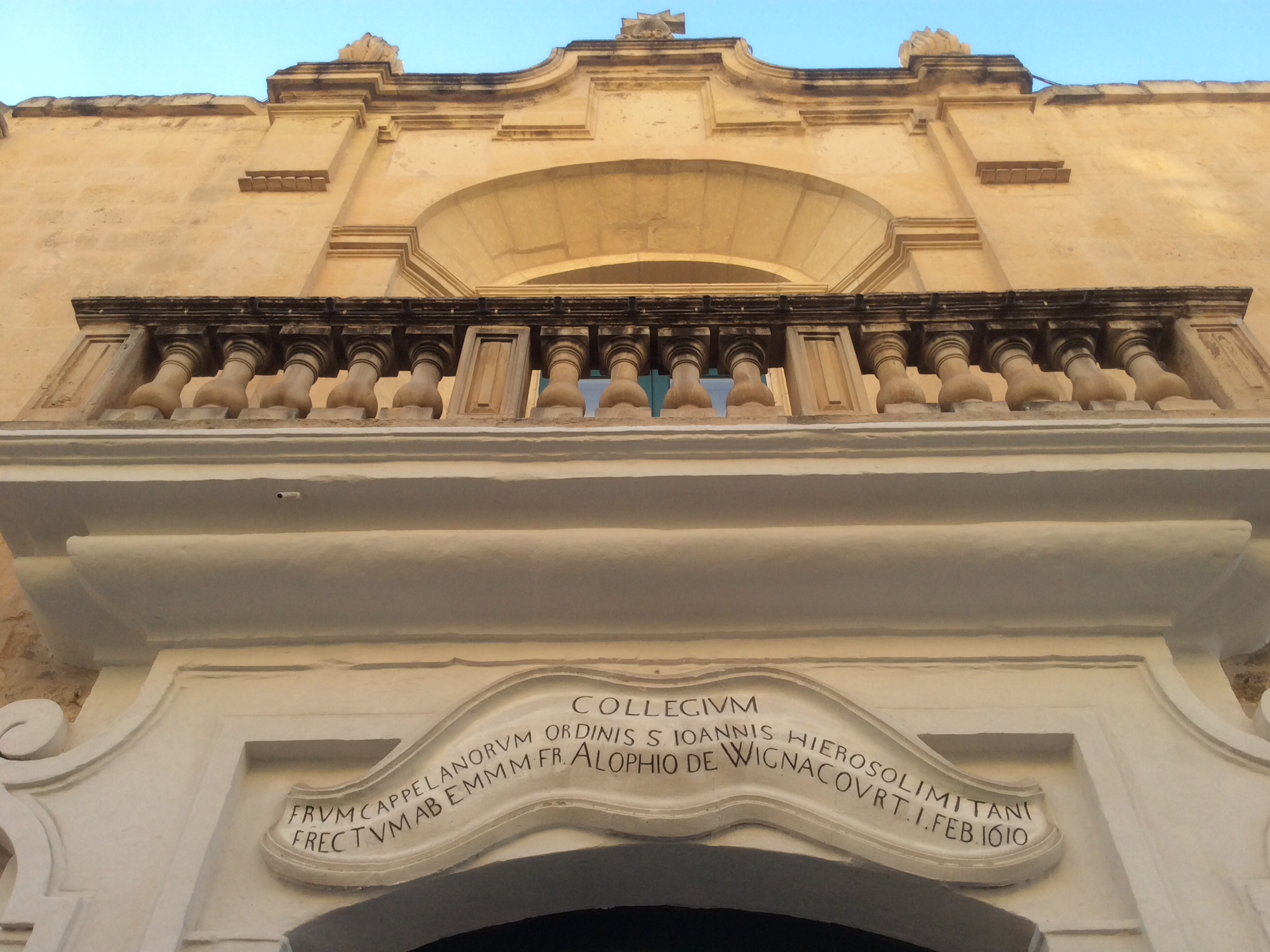
Inskrypcja nad głównym wejściem
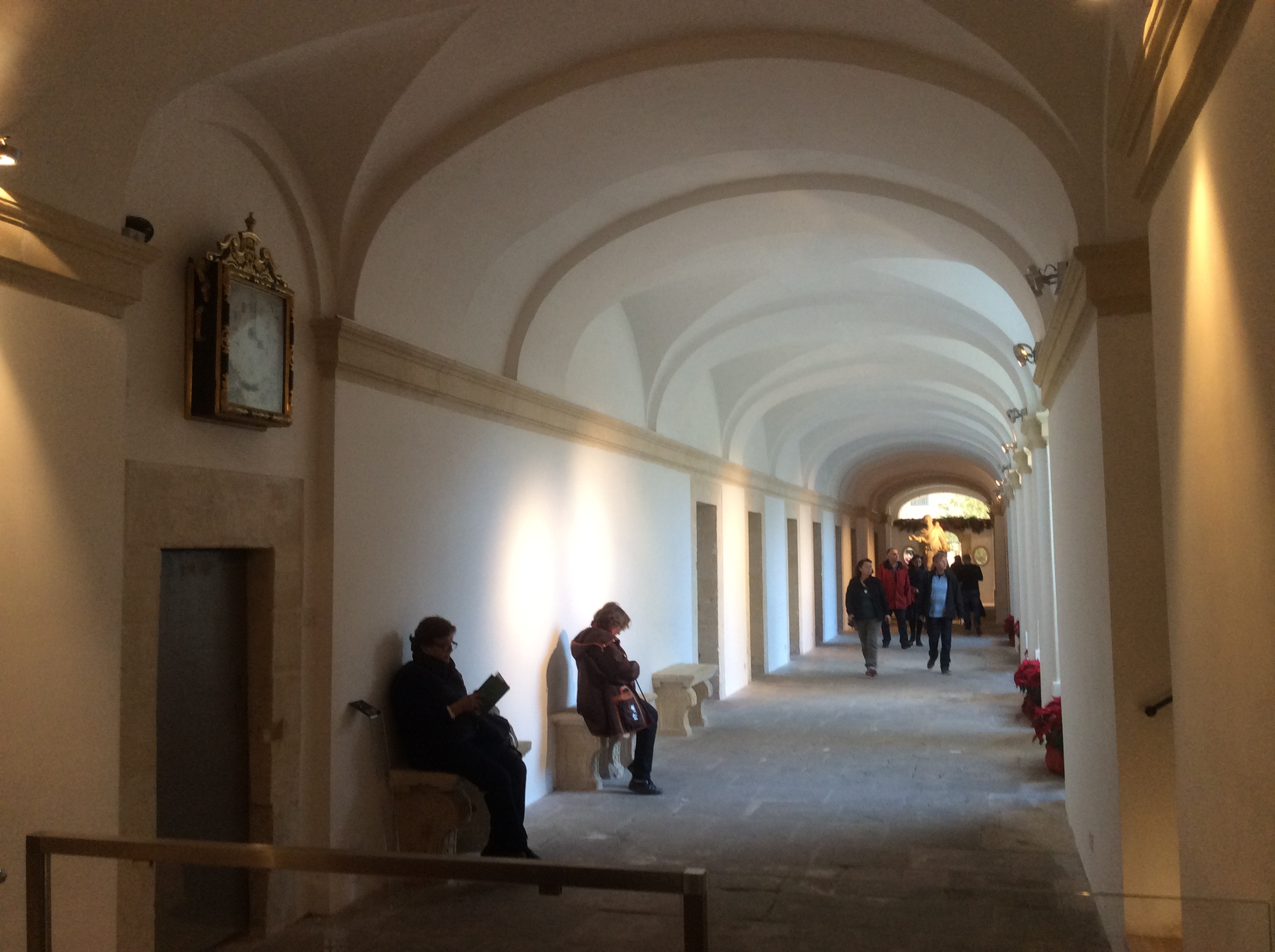
Główny korytarz parteru
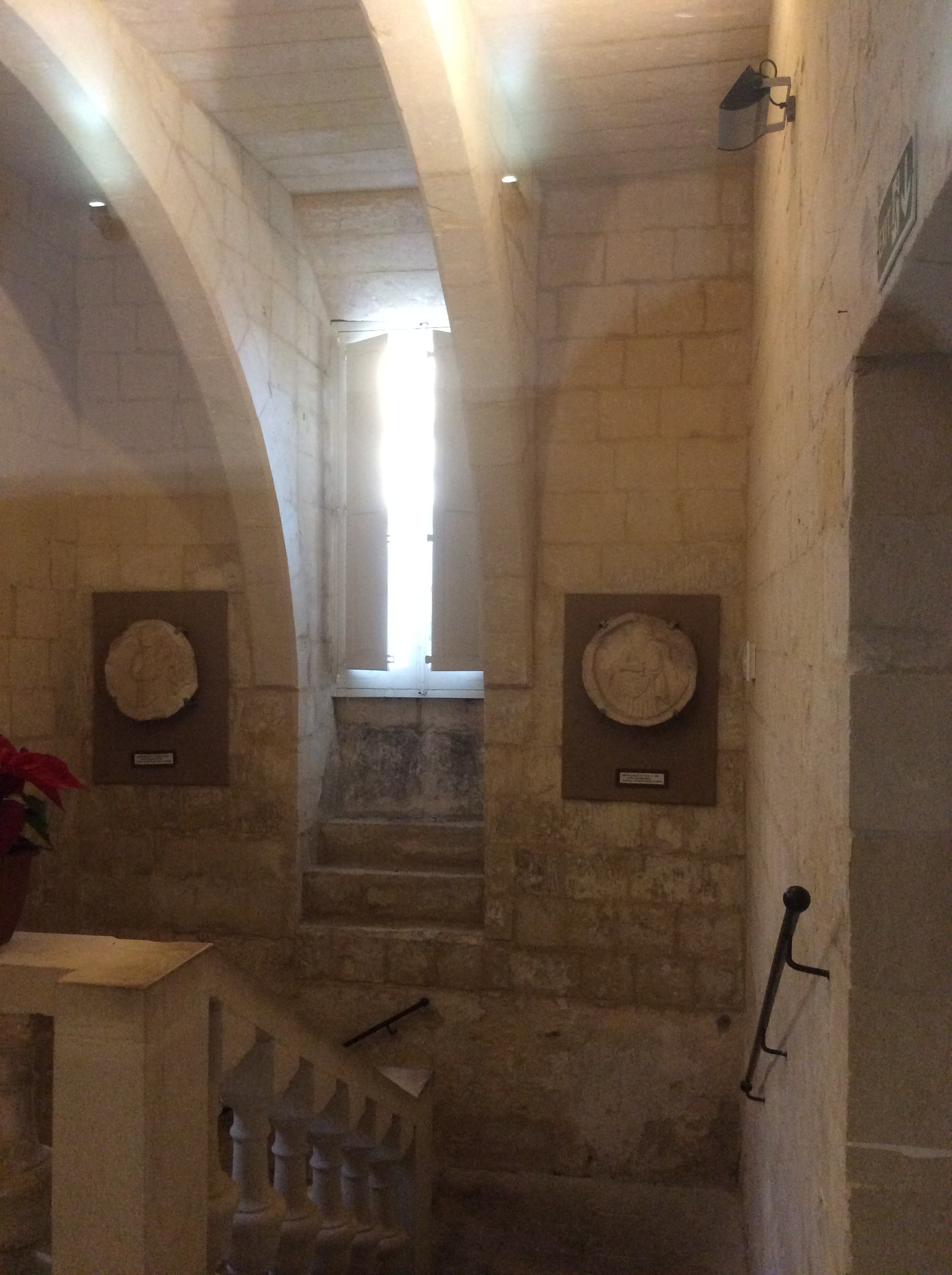
Klatka schodowa
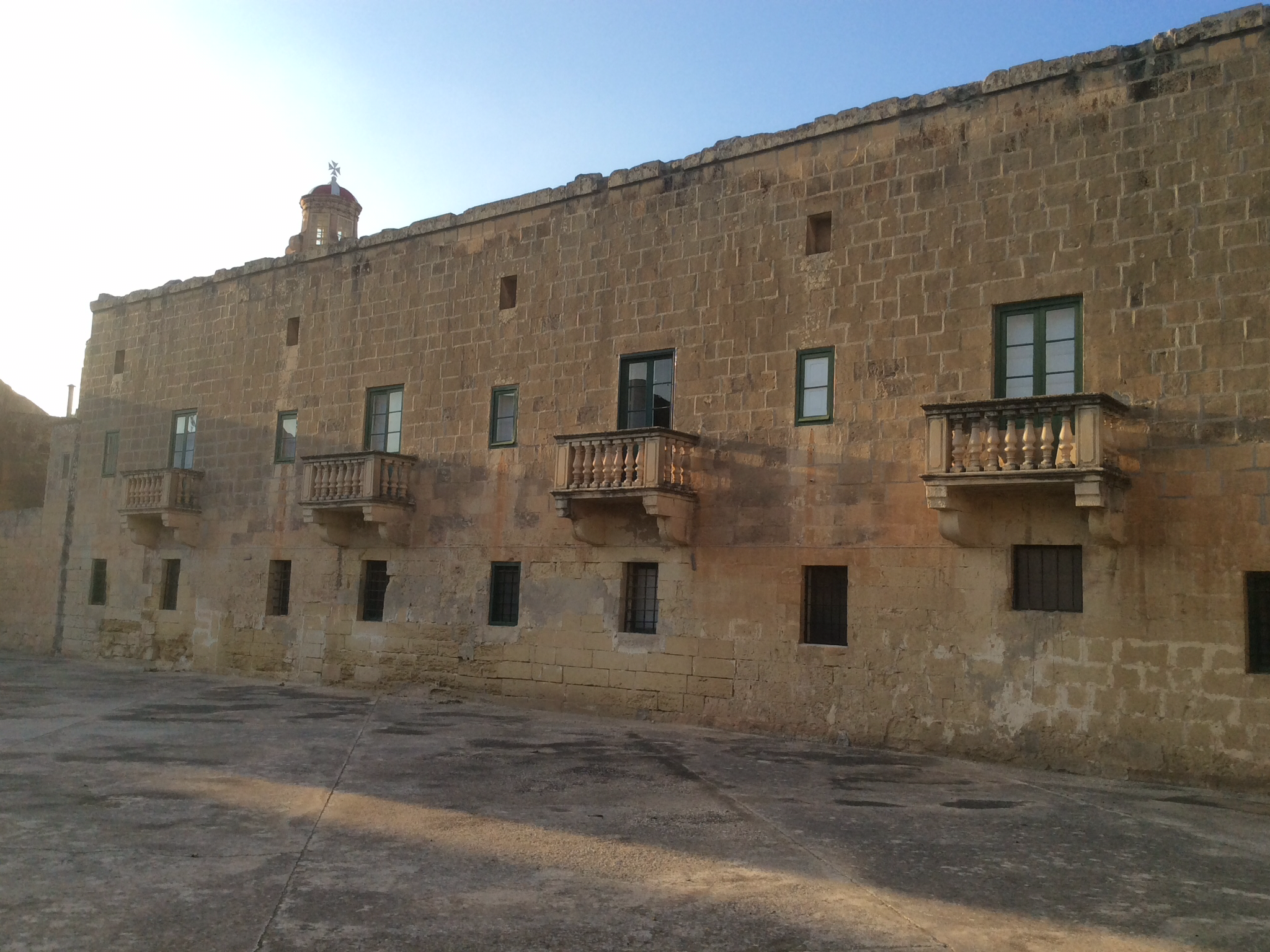
Dziedziniec wraz z tylną ścianą budynku